# Ćirikovac
Ćirikovac (izvirno srbsko Ћириковац) je naselje v Srbiji, ki upravno spada pod Občino Požarevac; slednja pa je del Braničevskega upravnega okraja.

## Demografija
V naselju, katerega izvirno (srbsko-cirilično) ime je Ћириковац, živi 1119 polnoletnih prebivalcev, pri čemer je njihova povprečna starost 40,5 let (39,6 pri moških in 41,4 pri ženskah). Naselje ima 349 gospodinjstev, pri čemer je povprečno število članov na gospodinjstvo 4,03.
To naselje je, glede na rezultate popisa iz leta 2002, večinoma srbsko, a v času zadnjih treh popisov je opazno zmanjšanje števila prebivalcev.
|  |

| Demografija | Demografija     | Demografija     |
| Leto        | Št. prebivalcev | Št. prebivalcev |
| ----------- | --------------- | --------------- |
|             |                 |                 |
|             |                 |                 |
|             |                 |                 |
|             |                 |                 |
| 1948        | 1558            |                 |
| 1953        | 1620            |                 |
| 1961        | 1766            |                 |
| 1971        | 1715            |                 |
| 1981        | 1744            |                 |
| 1991        | 1645            | 1489            |
| 2002        | 1573            | 1407            |
|             |                 |                 |

| Etnična sestava po popisu iz leta 2002 | Etnična sestava po popisu iz leta 2002 | Etnična sestava po popisu iz leta 2002 | Etnična sestava po popisu iz leta 2002 | Etnična sestava po popisu iz leta 2002 |
| -------------------------------------- | -------------------------------------- | -------------------------------------- | -------------------------------------- | -------------------------------------- |
| Srbi                                   | Srbi                                   |                                        | 1.394                                  | 99,07%                                 |
| Romi                                   | Romi                                   |                                        | 2                                      | 0,14%                                  |
| Jugoslovani                            | Jugoslovani                            |                                        | 1                                      | 0,07%                                  |
| Neznano                                | Neznano                                |                                        | 8                                      | 0,56%                                  |